# 空冷エンジン
空冷エンジン（くうれいエンジン）は、その冷却をもっぱら空冷によって行うレシプロエンジン。

## 分類

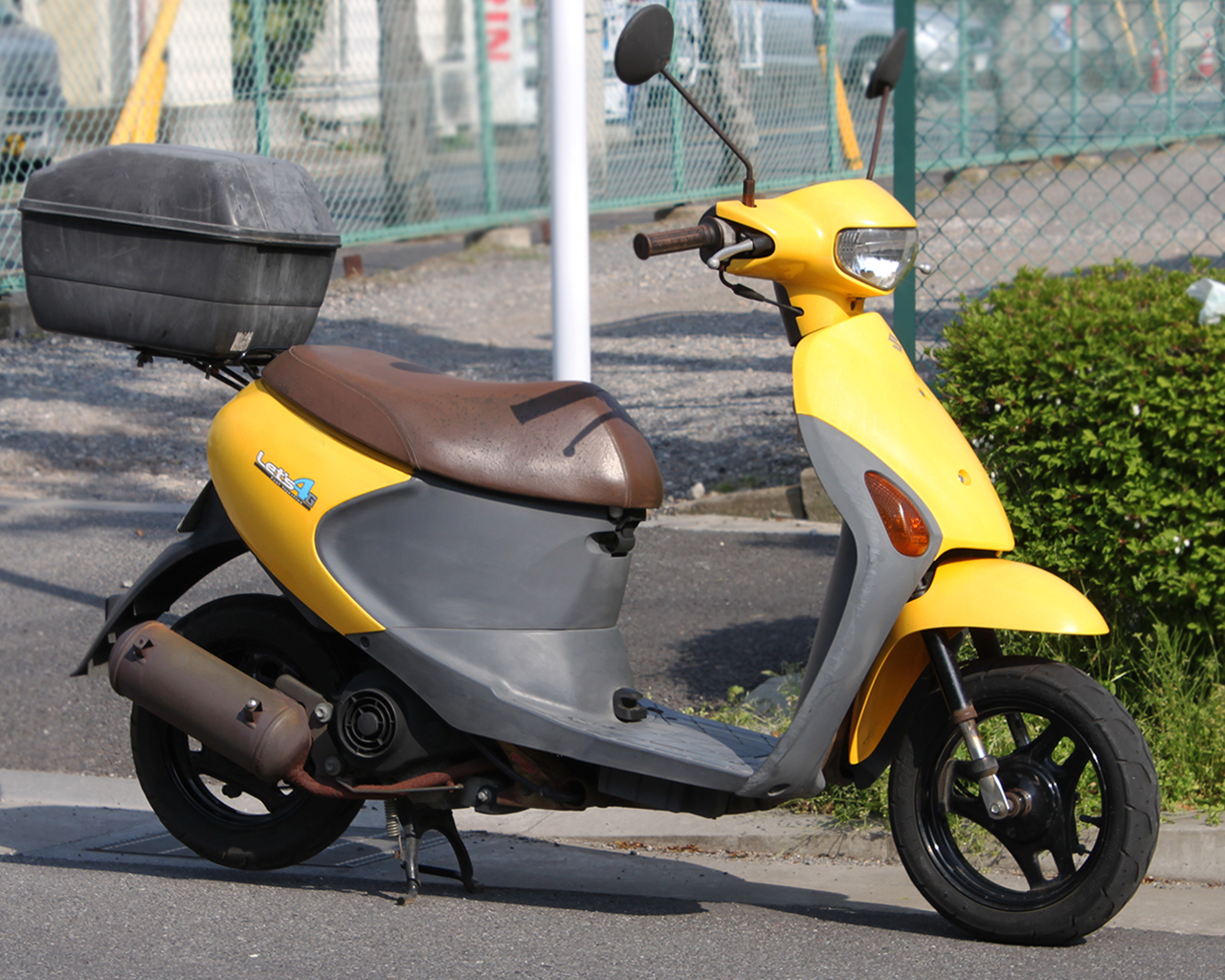
強制空冷式エンジンのオートバイ（スズキ・レッツ4）

いくつかの分類があるが、ここでは自然空冷と強制空冷という分類について述べる。

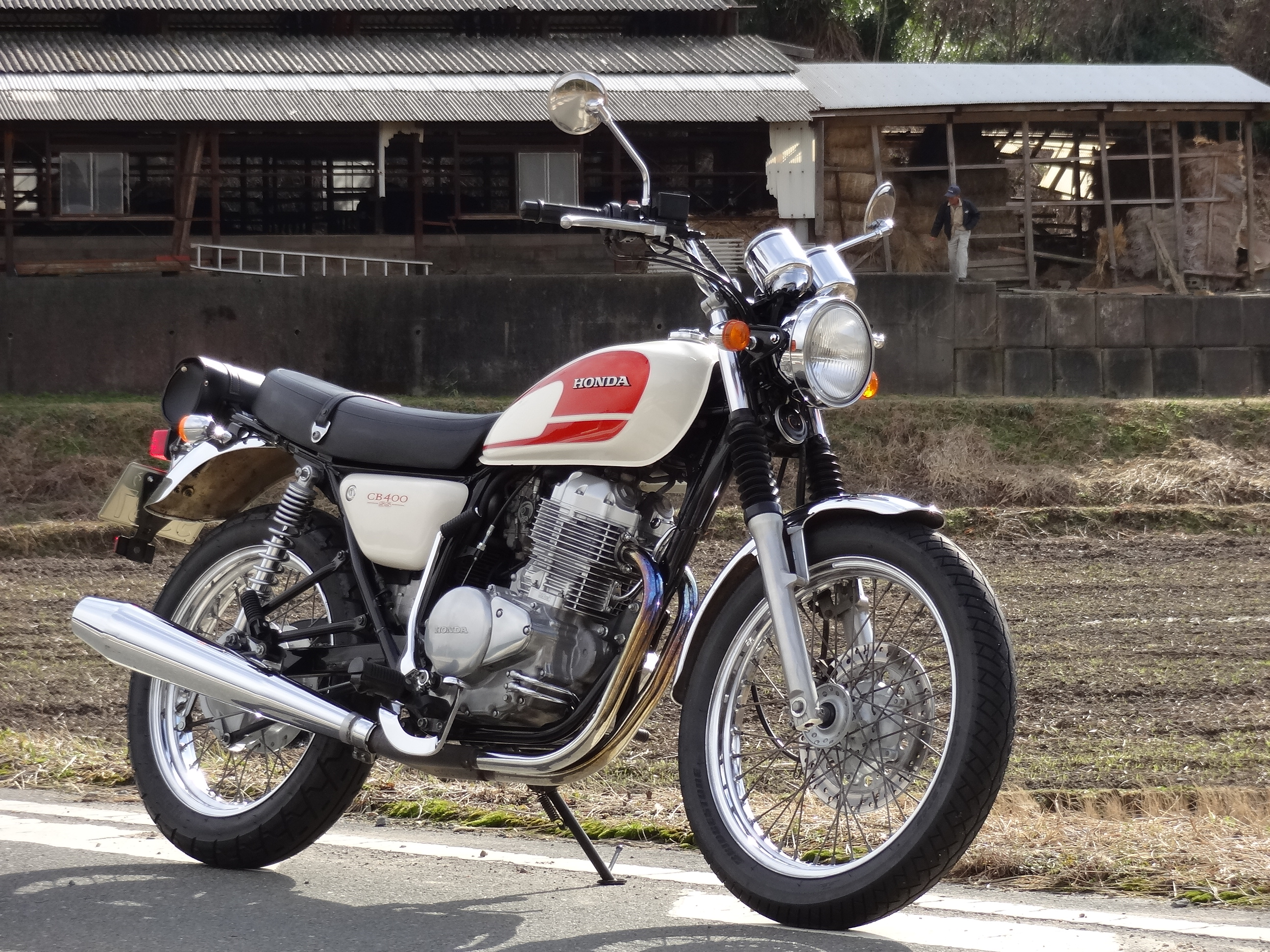
自然空冷式エンジンのオートバイ（ホンダ・CB400SS）

自然空冷式

シリンダー外部に取り付けられた冷却フィンに外気があたることによって冷却される。構造を軽量・簡易化できることから、発熱を走行風による冷却のみで発散可能と想定される場合に考慮されるものである。カウリング等のカバーで覆われていない（ネイキッド）オートバイに古くから利用されている。
強制空冷式

エンジン動力で冷却ファンを常時駆動し、外気をエンジンの冷却フィンに当てることで冷却効率を高める方式。多くの場合、エンジンのシリンダー・ヘッド周囲の冷却フィン周りを導風板（シュラウド）で包み、ここに送風ファンで外気を押し込むか、排気ファンで過熱した空気を吸い出すことで、強制的に冷却する。自然空冷式よりも複雑な構造となるが、エンジン回転中である限り常に強制冷却が行われる長所がある。走行風を期待できず、自然空冷にするともっぱら自然風と対流頼みとなってしまうような、農業動力・携帯発電機その他多種の定置エンジンでもこちらの方式とする。乗り物類でも、エンジンルームの通風があまり良くない場合や、乗用車が一般道を走る場合のように、頻繁に移動が止まるといったような要素が考慮される。かつての多くの自動車や（その後自動車はほぼ全て水冷化された）、現在では原付スクーター等に利用されている。強制空冷の強化によって水冷化が遅かった自動車の例としてはポルシェ911シリーズが知られる（車体後部に空冷エンジンを載せ、大きな軸流ファンで強制的に冷却した）。また日本国内の1970年代前半以前の軽自動車には、2ストロークの強制空冷式エンジンを載せているモデルが少なくなかったが、これらはスクーター等と同様に、シロッコファンを用いる事例が多かった。

## 特徴
空冷エンジンの特徴として、水冷エンジンに比べ構造が簡単でコストが安いため、二輪車には昔から多く普及している。その反面、空冷式はエンジン表面を流れる空気が冷却の要になるため、風を受けていない（停車したままの長時間にわたるアイドリングなど）状態が続くと、熱ダレやオーバーヒートの可能性がある。エンジンオイルも重要な冷却要素となり、両者の冷却バランスを図ることで、初めて安定した性能のエンジンとなる。
自動車用では冷間時と温間時、軽負荷時と高負荷時などの運転状況の変化に対して、全域での燃焼（温度）管理が難しく、排出ガス規制への対応が非常に難しい。さらに、温度変化の幅の大きさは、シリンダー、ピストン間の、熱膨張によるゆとりや真円度の変化にまで及ぶため、それなりの設計と対策が必要となり、高性能化には多くのコストがかかる。
廃熱をヒーターなどで有効利用することが水冷エンジンに比べ難しい。得られる熱気の温度にムラがあったり、オイルや排気の匂いが混じる。ガス中毒のリスクもある。
空冷エンジンは熱を発散する表面積を増やすためにシリンダー及びシリンダーヘッドに蛇腹状のフィンが付いている。そのため、体積と表面積のバランスから大排気量では、冷却ファンを含めたスペース面で空冷エンジンは不利で、小型エンジンの方が適している。
これらの総合的な特性から、強制空冷方式は比較的小排気量の汎用エンジンにおいて、引き続き主流の技術として用いられている。環境対策面から4ストローク式が一般的であるが、小型軽量で連続高回転・高負荷稼働を強いられる刈払機・チェーンソー等の動力に用いられる汎用エンジンは、熱効率や騒音、排気ガス問題をある程度度外視しても小型であることを最優先する必要があるため、いまだ強制空冷式2ストロークエンジンが主流である。
自動車用では一時は強制空冷式が隆盛を誇ったものの、騒音や排気ガス対策問題に代表される時代の流れに対応できず、20世紀末期までにマイクロカー以外ではほぼ姿を消した。二輪車においては自然空冷、強制空冷とも2010年代でも相当な比率を占めるが、極小の50ccクラスに水冷モデルが出現するなど、やはり環境対策問題から市場情勢にも変動が生じている。そのためメーカーでは部分的に水冷・油冷を組み合わせることで、空冷の存続を図っている。

### 自動車

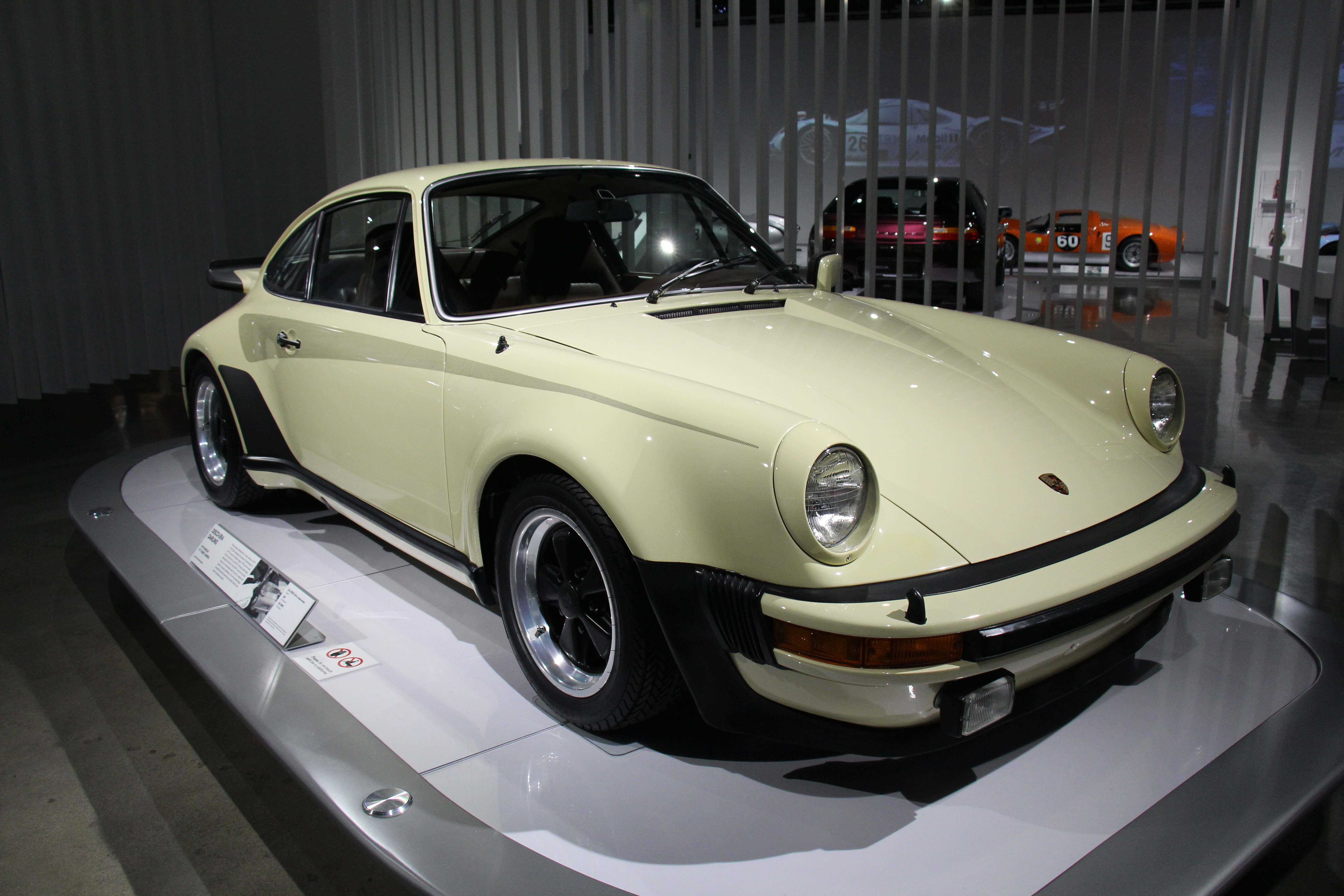
1976年式ポルシェ・911 ターボ カレラ。空冷水平対向6気筒ターボエンジンを搭載。

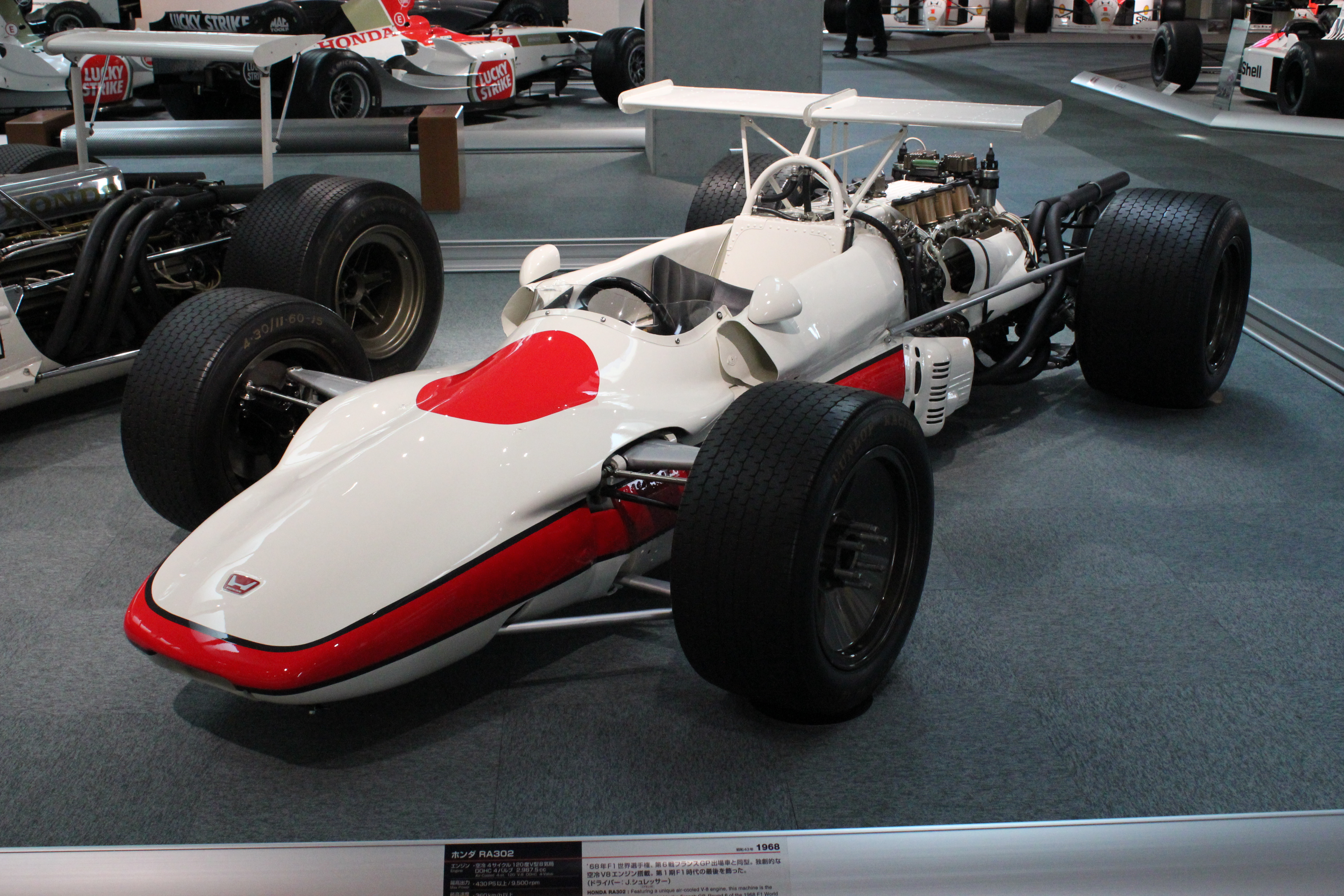
1968年式ホンダ・RA302。空冷V型8気筒自然吸気エンジンを搭載。実戦は1戦のみだった。

水冷同様、ガソリンエンジンとディーゼルエンジンとが存在する。ガソリンエンジンは、第二次世界大戦後ブームとなった事もあり、数多くの採用例が存在する。
アメリカでは主流とならなかったが、1902年創業のフランクリン社は1934年まで空冷エンジン自動車を生産したことで知られている。創業者はダイキャストという言葉を作り、それ以前にはダイキャスト事業をおこなっていたハーバート・フランクリンである。不凍液の登場までは、寒冷となる地域ではコールドスタート性能に優れた空冷エンジンが大きな優位性を持っており、いかなる天候時でも車に乗る必要があった医者の往診用車両として重用された。1905年には直列6気筒エンジンも製作している。
ヨーロッパでは、1924年から空冷エンジン車を手掛けるようになったチェコのタトラの影響が大きく、その後フォルクスワーゲン・タイプ1、タイプ2やポルシェ356がリアエンジンと空冷エンジン方式を採用した。
さらにフォルクスワーゲンの成功からフォロワーが多く現れ、一時はGMやトヨタさえもが手がけるなど、第二次世界大戦後の大衆車ではリアエンジンと並び、空冷エンジンは流行の機構構成となった。
またリアエンジン以外では、フランスのパナールやシトロエンが1940年代後期以降、FFとの組み合わせで、水平対向エンジンを前車軸前方にオーバーハングさせるレイアウトを、小型車に採用している。
各メーカーとも簡単な構造で低コストである空冷のメリットを生かすべく、駆動方式はRRかFFが一般的であり、GMも無理をしてその流行に乗ったほどであった。トヨタは等速ジョイントの信頼性への不安、および操縦安定性への不安からFF化およびRR化に非常に慎重であり、初代パブリカと、その派生車であるスポーツ800、ミニエースをFRレイアウトとして発売した。また、三菱自動車工業も三菱・360や初代三菱・ミニカにおいて、カタツムリに似たシュラウドで完全にエンジンを覆い、シロッコファンで強制冷却を行うME24型2ストロークエンジンを採用し、FRレイアウトで販売した。
自動車用エンジンとして用いられる空冷エンジンはオート三輪などのオートバイから派生した車種を除いては、大型のファンやブロワーファンによりシリンダーを冷却する事が多く、強制空冷式という形式名で表記される事がある。強制空冷式エンジンは比較的単純な構成では従来型の露出したシリンダー冷却フィンにファンの風を当てるのみで済ませられる事もあったが、次第に大型のシュラウドなどでエンジン全体を覆う方式が主流となり、シリンダーの冷却フィンは外部には見えない様になっていった。日本の360 cc2ストロークエンジンの軽自動車においては、軽金属製のケーシングで完全にシリンダー全体を覆ってしまうデザインを採る物も多く、こうした強制空冷エンジンは今日のオートバイ用空冷エンジンを見慣れた人間からは、一見して空冷エンジンの様に見えない外見を持つ物も多い。
なお、この形式に徹底して拘り続けたのが本田宗一郎が設計に携わっていた時代の本田技研であった。宗一郎は「水冷といっても冷やすのは結局空気」「砂漠の真ん中では水は無いが、空気ならいくらでもある」などと空冷にこだわっていたと伝えられており、社内の若手技術者の反対を押し切る形でホンダ・1300に強制空冷式の手法を極限まで推し進めたDDACを採用した。しかしこのエンジンは空冷でありながら極めて重量が重い失敗作となり、ホンダ・1300の水冷化と共に宗一郎は設計の第一線から退く事となった。
自動車における空冷エンジンの弱点は、エンジンのみで快適なヒーターを実現することが不可能なことである。エキゾーストマニホールド部にヒートエクスチェンジャーを設ける方法が一般的であったが、熱量の少なさや、油臭、さらに排気漏れによる一酸化炭素中毒の問題などがあり、後付けの燃焼式ヒーターも用意されたが、外気導入で暖かいフレッシュエアーを大量に供給できる（油臭がないほか、窓の内側も曇りづらい）水冷エンジンの温水式ヒーターに較べると、快適性では大きな隔たりがあることは間違いなく、販売上では大きなマイナスとなった。
またエンジンの温度が大きく変化し、シリンダ壁面の熱制御が困難なために、排出ガス規制への対応が難しい。日本の空冷エンジン搭載車は、登録車では1975年（昭和50年）12月に販売を終了したトヨタ・ミニエース、軽自動車では1977年（昭和52年）7月に販売を終了したホンダ・TN7がそれぞれ最後となったが、その主な理由も昭和50年排出ガス規制を達成することができない為というものであった。
騒音に関しても水冷と比較すると非常に不利で、冷却ファンの風切り音や、シリンダーフィンの共鳴、また、ウォータージャケット（冷却水の循環する通路）を持たないことなどで、大きくなる傾向にある。
このためタトラの一部を除いて高級車で空冷エンジンを採用した車両はない。
空冷の代名詞でもあったポルシェのタイプ993が、通過騒音規制をクリアすることが出来ないことを理由に1998年に、またメキシコ生産のフォルクスワーゲン・タイプ1も排ガス規制に適合できず2003年に、それぞれその幕を閉じ、空冷乗用車の歴史は終焉を迎えた。
1970年前後より各国の軍隊を中心に納入された、シュタイア・ダイムラー・プフのピンツガウアーは、2.5リッターの空冷式ガソリンエンジンを搭載していた。プッシュロッド式OHVのアルミ製直列4気筒エンジンはピンツガウアーのために設計された専用のエンジンで、シリンダーはほぼ水平に寝かされている。1980年代にフォルクスワーゲン製水冷ディーゼルターボエンジンが搭載され、空冷エンジン搭載モデルは生産を終了した。
空冷ディーゼルエンジンは古い戦車や軍用車両とその民生用でよくみられた。トラックでは現在でもタトラが積極的に採用しており、現在も唯一Euro5排ガス規制に対応した空冷エンジンを製造している。
モータースポーツでは、ツーリングカーレースでは1970年代までは乗用車同様に空冷エンジン搭載車が参戦する例が多く見られ、現在でもポルシェ・911の空冷エンジン仕様車（993型以前）などがアマチュアレースなどに参戦している。一方で市販車に由来しない純粋なレーシングカーの世界では空冷エンジン搭載車は非常に少なく、空冷エンジンを得意とするポルシェ（917、936、一部水冷と組み合わせた956/962など）やタトラ（ダカール・ラリーのトラック部門を制覇した815 4x4）以外では、F1のホンダ・RA302程度の数えるほどの採用例があるのみである。
高度に進化した現代の自動車においては、水漏れの心配がないこと以外に空冷エンジンを採用するメリットはないが、旧車など、趣味の世界では空冷エンジン独特の冷却ファンの音を好む愛好家は多く、その希少性からも依然として根強い人気がある。

### 航空機
航空用エンジンは、その誕生期から20世紀半ばまでは、プロペラをレシプロエンジンによって駆動する構成が主流であった。特に航空機では、その使用環境から冷却風が潤沢に得られるため空冷エンジンに適しており、さらに、構造が相対的に単純なため、重量が軽減され、生産が容易で、整備性に優れ、故障率が低くなることなどが航空機用として大きな長所となるため、空冷エンジンが普及した。第二次世界大戦当時に採用された空冷エンジンの多くは、冷却用流入空気にシリンダーを効率的にさらす事のできる星型エンジンであった。
その反面、航空機特有の問題点として空気抵抗の増加が欠点となる。空気抵抗の増加は、特に、星型エンジンとした場合に、機体の直径あるいは断面積が大きくなり問題となった。また、大気が稀薄な（空気の密度が小さい）高高度では冷却効果が低下し、高空での冷却効率を上げるため冷却気の流入を最優先に設計すると、低空での空気抵抗が過大となるという矛盾も抱えていた。
以上のような一般的な技術的理由のほかに、特にプロペラ軍用機向けのエンジンの選択には、各国なりの理由が反映されていた。
第二次世界大戦当時の日本では、空冷エンジンが主流となっていた。例外として、評価の高いダイムラー・ベンツ社製液冷（水冷）エンジンのライセンス生産によって水冷エンジンを生産した。日本において空冷エンジンが主流となっていた理由として、水冷エンジンの生産に必要な工業水準を確立していなかった点が大きい。また、戦時下の日本では資源的制約が慢性的に起きており、安定して生産することもできなかった。雷電は機体設計の制約で空気流入量が減少するため、対策として冷却ファンを搭載した。
一方イギリスやドイツでは、液冷エンジンが主流であった。ただし、航空機の大量生産が必要な戦時中において液冷エンジンの構造に起因する生産性の悪さは問題視されており、構造が単純な空冷エンジンのほうが生産は容易であったため、液冷エンジン搭載機の不足を補うために、空冷エンジン搭載機が生産された。ただ、両国の対応は異なっており、ドイツはその理由通り、不足分を補うためにフォッケウルフ Fw190戦闘機が生み出され事実上の主力戦闘機として活躍した。イギリスは戦闘機への液冷エンジンの供給量を増やすため、アブロ・ランカスター爆撃機などのいくつかの機種で空冷エンジン換装型を生産しようとしたが、それを取り掛かるころになって液冷エンジンの供給不足が解消したため、空冷型は少量生産のみで打ち切っており、空冷型が主流になることはなかった。
アメリカは日本同様に空冷エンジンが主流であった。戦闘機ではグラマンF6FやリパブリックP-47などが代表例である。特に、ボーイングB-29を始めとする爆撃機や輸送機は、全てが空冷エンジンであった。この理由として、液冷エンジンは冷却系に機銃弾を受けると脆い一面があるため、海上の巡航や戦闘が多く不時着が難しい海軍機や長距離重爆撃機ではタフネスを重視して空冷エンジンを採用したとの指摘もある。アメリカの戦闘機にも液冷エンジン搭載機があったものの、ベルP-39やカーチスP-40などは、いずれも平凡な性能であった。ただこれは排気タービン過給器やスーパーチャージャーの性能に左右された結果であり、実際、前者を積んだP-39試作機は当時としては高性能な部類に入っているが、軍の方針により過給器を排した機体を標準仕様としたため、平凡な性能になってしまったという経緯がある。また、水冷エンジンを搭載したアメリカ軍機でもノースアメリカンP-51といった第二次世界大戦の最優秀機や傑作機と呼ばれた例外もある。
極寒冷地が主な飛行地域である航空機の中には、ソ連のI-15、I-16などのように、オーバークールを防止するため、カウリング前面にシャッターを設けたものもあった。また、多くの機体には、カウリング後方に冷却調節用のカウルフラップが設けられている。
なお、第二次世界大戦の後は軽量・高出力というパワーウェイトレシオに優れたジェットエンジン（ターボファンエンジン・ターボプロップエンジン含む）が主流となり、空冷・液冷の別なく、レシプロエンジンは主流から外れている。現在はライカミング・エンジンズやコンチネンタル・モータースが軽飛行機や小型ヘリコプター用として100-300馬力の水平対向エンジンを製造しており、ロータックスやSOLO社がウルトラライトプレーンやモーターグライダー用として100馬力以下の軽量エンジンを製造している。またVerner Motor社やRotec社は、20世紀初頭の複葉機のレプリカ用として50-150馬力程度の小型の星形エンジンを製造している。しかし、かつてのような大馬力の空冷エンジンの開発は行われていない。
特殊用途であるが、速度を競うレーサーとして、未だにレシプロ機は用いられているが、既存機の改造がほとんどであり新造機は少ない。この分野では、空冷エンジンを搭載するF8F改造の『Rare Bear』が、850km/hのレシプロ機の速度記録を保有している。

### オートバイ

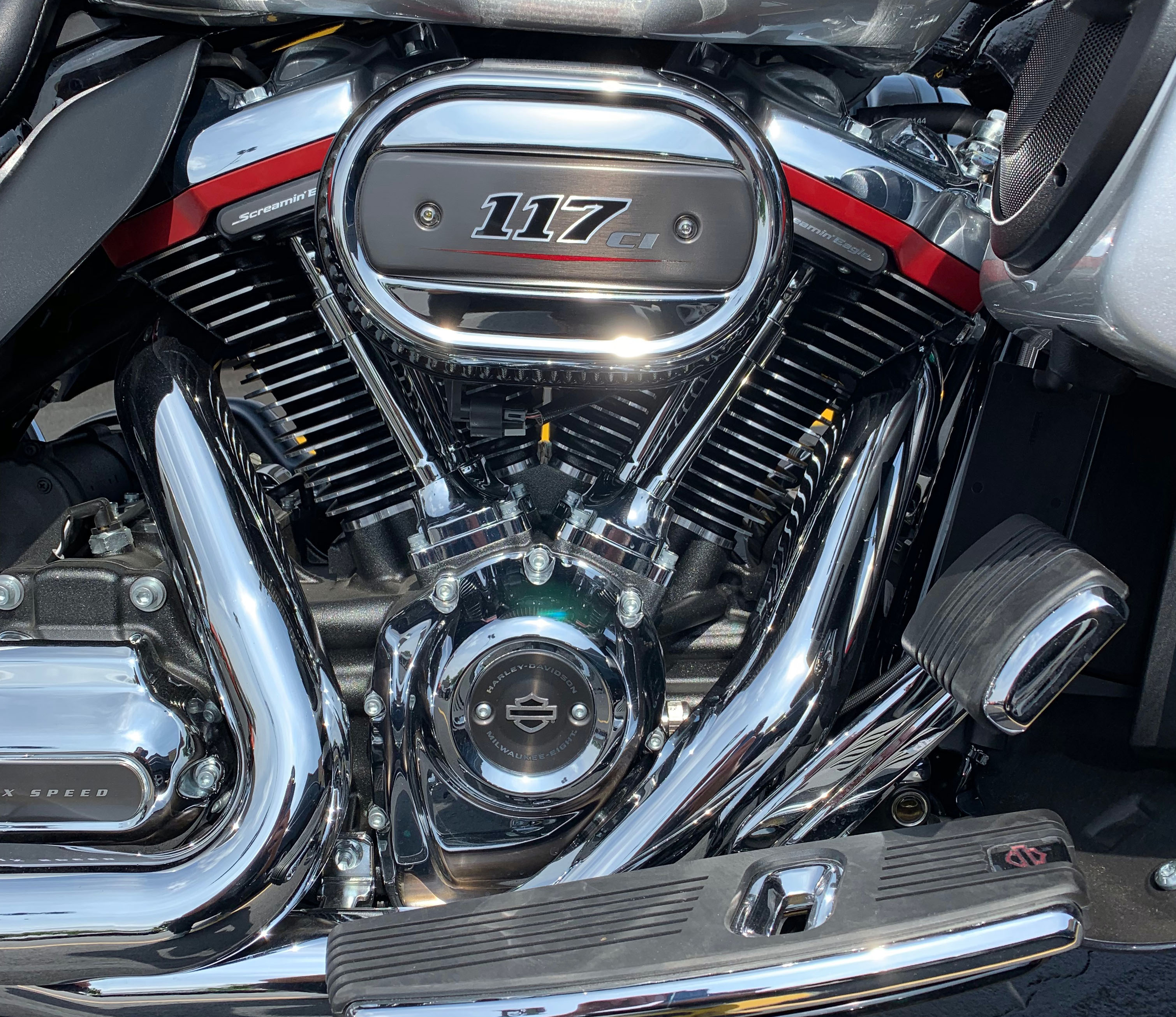
ハーレー・ダビッドソンの代名詞である空冷ツインエンジン「ミルウォーキー8」。近年は排ガス規制対応で部分的に油冷と組み合わせることも多い

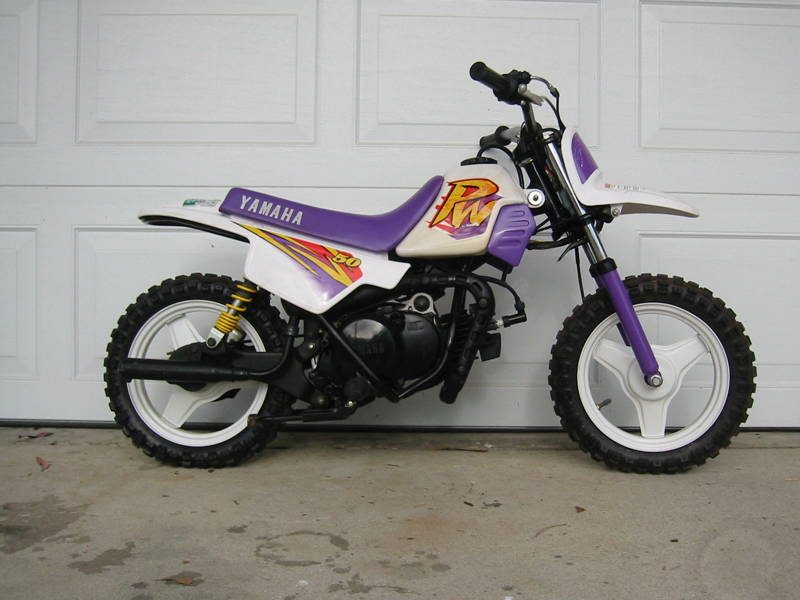
ヤマハ・PW50

オートバイはほとんどがガソリンエンジンであり、2ストロークおよび4ストロークの両方式において、以前はほとんど全ての車種が空冷であった。
これは、エンジンが車体に覆われていて直接走行風が当たらずに冷却があまり見込めない自動車と違い、オートバイはエンジンがほぼ剥き出しの状態の場合が多いことが大きな理由である。剥き出しであれば特に工夫しなくともエンジンに走行風が当たり、冷却が期待できる。また排気量あたりの出力比がそれほど高くなかった時代には、エンジンの発熱量も少なく、わざわざ水冷化しなくても冷却が充分に間に合っていたからでもある。更に、オートバイ用エンジンを水冷化するにはウォーターポンプやラジエーターといった冷却系を小型軽量化する必要もあり、オートバイ用エンジンにおいては水冷化の普及に製造技術の進歩が待たれる状況もあった。
やがてエンジン製造技術が進歩すると、排気量あたりの出力比が上がってエンジンの発熱量も多くなっていき、空冷では冷却しきれなくなっていく。また、車体にカウルが取り付けられたり、走行風が通り抜けるために必要なエンジンと車体の隙間が少なくなったりと、走行風による自然冷却があまり期待できなくなる要因もあり、競技用車や高性能車を中心に徐々に水冷化していくようになる。だがオートバイの場合には、自動車ほど急激に水冷化が普及することはなかった。これには市場の大きさの違いと、オートバイの持つ趣味性が多分に影響している。
エンジン製造技術の進歩によりオートバイ用エンジンを水冷化するのは技術的には難しくなくなったが、その反面、水冷エンジンを開発および製造するにはそれなりのコストを要する。市場が自動車ほど大きくなく車種あたりの販売数が少ないオートバイでは、このコストが車両販売価格が上がる大きな要因の一つになった。そのために、それほど高性能が要求されずコストが重視される車種、例えば原付スクーターや、スーパーカブのようなビジネス車では、水冷化が見送られて空冷エンジンを採用する場合が多かった。
また、自動車に比べて水冷エンジンの普及が遅れたせいもあってか、オートバイというと冷却フィンがある空冷エンジンの印象が強いという消費者側の心理もあり、それほど高性能を要求せずに外観や空冷エンジン独特の味わいを重視するような車種、例えばクルーザータイプやネイキッドタイプで空冷エンジンが採用されやすかった。
しかし近年では自動車排出ガス規制や騒音規制法等の環境規制の強化で、空冷エンジンでは規制に対応することが難しくなってきている。特に運転免許の区分等で排気量の上限が決められている、原動機付自転車、小型自動二輪車、普通自動二輪車といった中小排気量クラスでは、環境規制に対応して落ち込んだ出力を排気量を拡大して補うという方法を採るのが難しいために、より環境規制に対応しやすい水冷エンジンの採用が徐々に増える傾向にある。
だが一方で排気量に特に上限のない大型自動二輪車と呼ばれる大排気量クラスでは、前述のように環境規制に対応して落ち込んだ出力を排気量の拡大で補う方法が採れるせいもあって、現在でも空冷エンジンを採用する例が少なくない。そのために、大型自動二輪車クラスを主に製造販売しているメーカー、例えばハーレーダビッドソン、ドゥカティ、モトグッチ、BMW等では、現在でも高性能を謳いながら空冷エンジンを採用する車種を製造販売している。また軽さとメンテナンス性の高さが重要となるオフロードバイクでも、しばしば小排気量クラスで空冷エンジンが採用される。日本国内メーカーのホンダ、ヤマハ、スズキ、カワサキでも、空冷エンジン採用の車種を少ないながら現在も販売している。